# 中國香港龍舟總會
中國香港龍舟總會(英語：Hong Kong China Dragon Boat Association)是專門管轄香港龍舟運動事務的組織。該組織現時是國際龍舟聯合會和亞洲龍舟聯合會的成員，旗下的主要本土比賽有香港龍舟錦標賽、香港長途龍舟錦標賽和學界錦標賽。此外，自2000年後，中國香港龍舟總會還承辦香港國際龍舟邀請賽。

## 批評
自龍舟總會承辦香港國際龍舟邀請賽報，比賽地點一直在尖東海旁進行，並有電視轉播，賽事因而廣為人知。然而，在2006年，賽會卻把比賽地點改為沙田城門河，又因取消電視轉播，從而令氣氛大降，加上安排混亂，這屆賽事因而遭到參賽者和傳媒的批評。

## 資料來源
1. ↑  "政府冇口齒　建場地無期" 《蘋果日報》 2013 6 12
2. ↑  "安排混亂 場面冷清 一年差過一年 國際龍舟賽失禮香港" 《太陽報》 2006 6 5

## 外部連結
- 官方网站 （页面存档备份，存于）